# تونل سالنگ

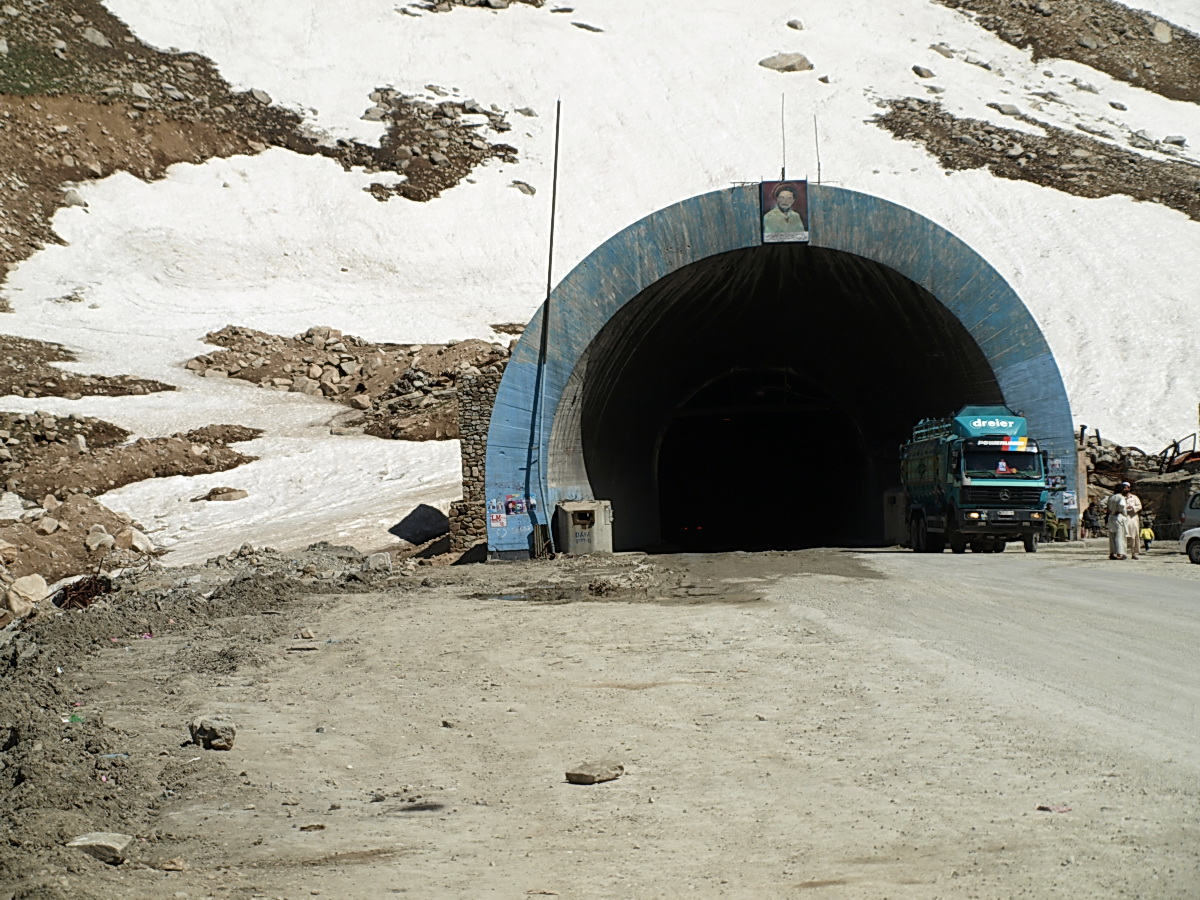
ورودی تونل سالنگ

تونل سالنگ در ارتفاع ۳٬۹۵۰ متری از سطح دریا و در موقعیت مرکزی کوه‌های پربرف هندوکش قرار دارد. طول این تونل ۲٫۷ کیلومتر می‌باشد. کار ساخت این تونل در سال ۱۳۳۷خ آغاز و پس از ۶ سال در سال ۱۳۴۳خ ختم می‌گردد. این پروژه به فرمان پادشاه وقت افغانستان محمدظاهرشاه با همکاری دولت وقت شوروی آغاز گردید. ارتفاع این تونل ۵ متر و دارای عرض ۶ متر می‌باشند. بیشتر کار این پروژه توسط نیروهای اضافه ارتش افغانستان انجام شده‌است. هزینهٔ احداث این تونل ۶۳۶ میلیون دلار بوده‌است. این تونل فاصلهٔ میان شمال و جنوب افغانستان را ۱۱۰ کیلومتر کوتاه‌تر کرده‌است. این تونل شمال افغانستان را به جنوب افغانستان متصل می‌نماید. قبل از احداث این تونل وسیلهٔ تجارت و انتقالات از میان کوهای پر برف هندوکش صورت می‌گرفت.

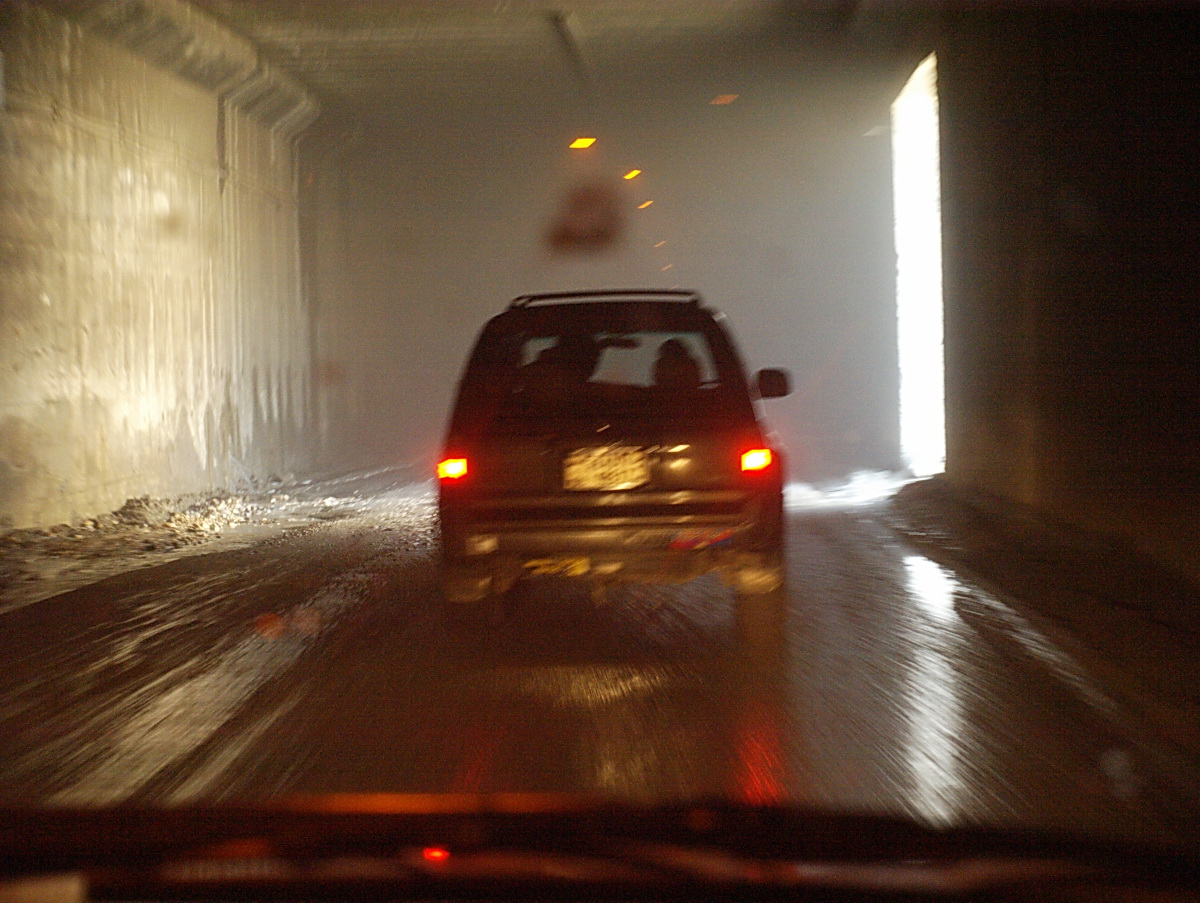
داخل تونل سالنگ

## تاریخچه
در زمان‌های قدیم مردم از شمال به جنوب افغانستان از طریق پنج راه سخت گذر سفر و انتقالات می‌نمودند. این راه‌ها عبارت بودند از شاهراه میان بادغیس و هرات، از راه مرغاب و کونل نخوتک، شاهراه دوم میان بامیان و مزارشریف، جادهٔ سوم خنجان به شمالی جادهٔ چهارم میان بدخشان و پنجشیر جادهٔ پنجم میان بدخشان و نورستان بود. هم‌اکنون دو شاهراه آن یعنی هرات بادغیس و سالنگ‌ها اعمار گردیده متباقی خامه است. در آینده‌ها اعمار هر کدام از این راه‌ها ضروری است.
مفکورهٔ وصل شمال به جنوب افغانستان از طریق شاهراه پخته پس از سلطنت امیر شیرعلی خان پیدا شد. شاهان افغان غرض دفاع و ترقی وطن مجبور گردیدند تا از تولیدات صنعتی مدرن روسیه استفاده نمایند. انتقال چنین وسایل به یک شاهراه پخته و اساسی ضرورت داشت. در سال‌های ۱۳۰۲ تا ۱۳۰۸ خورشیدی امیر حبیب‌اله خان خواست تا از راه شبر سالنگ شمالی را با سالنگ جنوبی وصل نماید. کاراین سرک با هزینهٔ ۴۰٬۰۰۰ طلا اشرفی و نقرهٔ نیکولای را برداشت. ساخت این سرک توسط اردوی افغانستان به قومندانی مهندس برگیت عبدالغیاث اختتام یافت. این جاده توانست تا حدودی مشکلات دولت و مردم را حل کند؛ ولی سه مشکل را باخود داشت؛ یکی قیرریزی نگردیده بود دوم فواصل زیادی را دربرداشت سوم اینکه در زمستان زیاده اوقات شاهراه به نسبت برف باری مسدود می‌گردید. روی همین علل این جاده نتوانسته بود پاسخگوی نیازمندی‌های مردم گردد.
تا آنکه دولت افغانستان با همکاری دولت اتحاد شوروی سابق سرک سالنگ‌ها را طوری اساسی و پخته اعمار نمود. این جاده در خود تونلی به فاصلهٔ ۲٫۷ کیلومتری دارد. تونل سالنگ در مراحل اول ظرفیت انتقال ۶۰۰ ماشین را در یک شبانه‌روز داشت. در سال‌های ۱۳۵۲خ ظرفیت تونل با نصب ماشین‌های هواکشی ظرفیت ۲٬۰۰۰ ماشین را در یک شبانه‌روز دریافت نمود. تونل سالنگ تا سال ۱۹۹۳م طور عادی به‌روی ترافیک باز بود. در سال ۱۳۷۲خ جنگ سختی میان عبدالرشید دوستم و احمدشاه مسعود درگرفت. مسعود و قومندان بصیر سالنگی به‌منظور جلوگیری از ورود نیروهای جنرال دوستم جاده را تا فاصله‌های چندین کیلومتر تخریب نمود. این جاده پس از انفجار بم در یک حوض پرآب بزرگ طبیعی از بین رفته شاهراه مسدود و سخت گذر گردید. در سال ۱۹۹۸م غرض جلوگیری از ورود طالبان قسمت دهانهٔ این تونل توسط نیروهای جمعیت اسلامی انفجار داده شد. کار احیای دوبارهٔ این تونل پس از سال ۲۰۰۲م با همکاری بانک جهانی آغاز گردید. چون تونل در یک ارتفاع نهایی رشته‌کوه هندوکش قرار دارند. همه ساله توسط ریزش بهمن مسدود گردیده تلفات انسانی را به‌بار می‌آورد. سردی این محل در زمستان تا منفی ۲۵–۳۰ درجهٔ سانتی گراد می‌رسد.

## حوادث
در ۱۸ دسامبر ۲۰۲۲، یک تانکر سوخت در تونل سالنگ منفجر شد و در این حادثه حداقل ۳۱ نفر کشته شدند و ۳۷ نفر دیگر از جمله زنان و کودکان مجروح شدند.